# Apamea

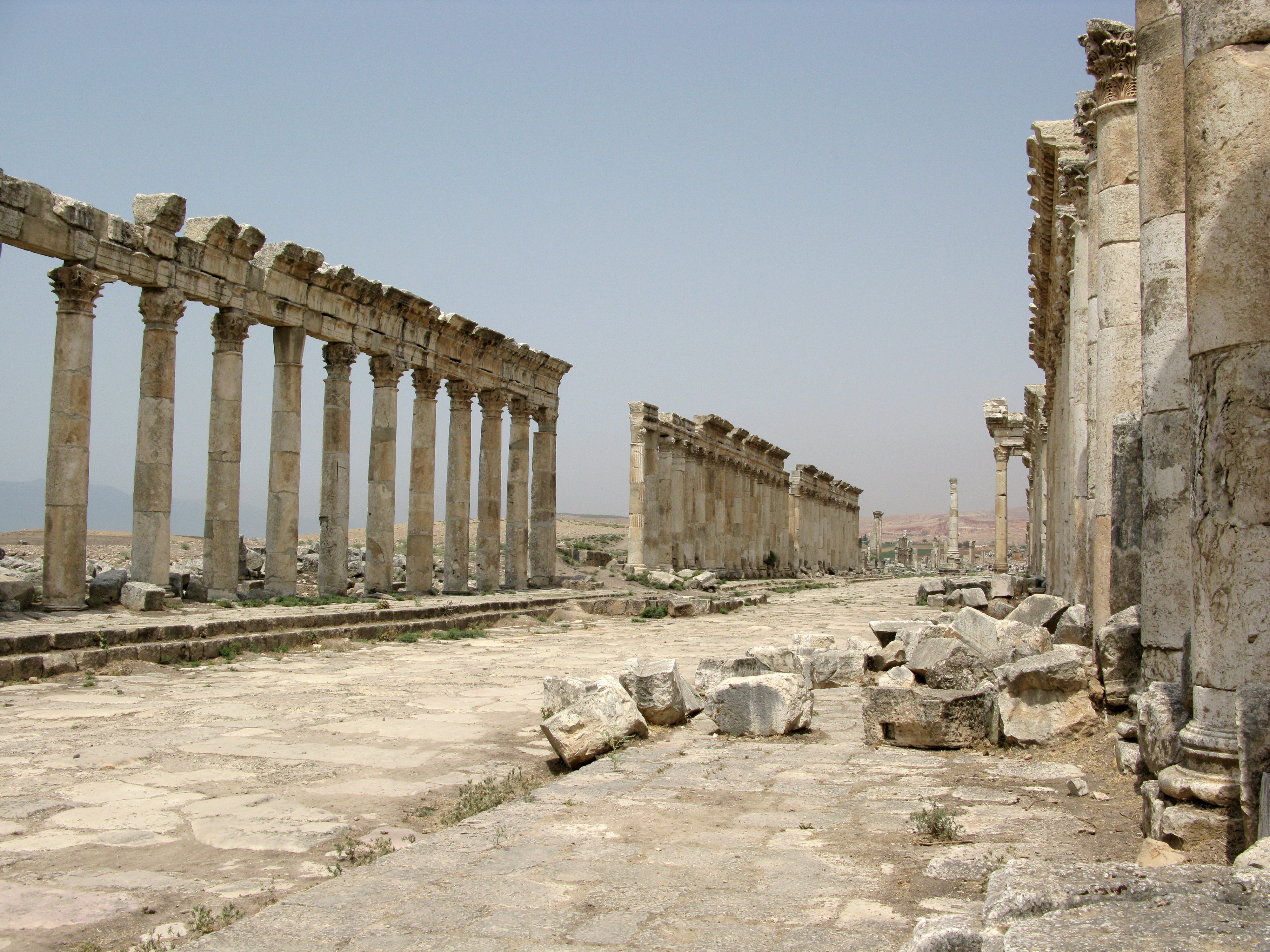
Apamea

Apamea fou una antiga ciutat de Síria a la vora del riu Orontes. Fou la capital de la regió anomenada Apamene.
La batalla d'Apamea va tenir lloc al segle xv aC al sud d'Apamea, o a Halab, on Tuthmosis III de l'antic Egipte va derrotar en una batalla l'exèrcit de Mitanni, comandat per Parsatatar, que va escapar-se.
Fou la ciutat de Pharnake dins l'Imperi persa i va prendre el nom d'Apamea quan fou possessió de Seleuc I Nicàtor, després del 301 aC. Seleuc la va engrandir i fortificar i li va donar el nom de la seva dona Apama, i fou una de les ciutats principals de l'Imperi Selèucida, junt amb Antioquia i Selèucia de Piera. Fou la seu principal del pretendent selèucida Trifon Diòdot. Després de la Batalla de Magnèsia del Sipilos (189 aC), el 188 aC es va signar allí el tractat de pau d'Apamea entre l'Imperi selèucida i Roma. En algun moment, es va canviar de nom a Pel·la, però el nom no va prevaldre.
El 84 aC, va passar a Tigranes II d'Armènia, el Gran. El 64 aC, fou incorporada a Roma dins la província de Síria. El 49 aC, durant la revolta de Q. Cecilius Bassus a Síria, els rebels van controlar Apamea per tres anys fins a l'arribada de Cassius el 46 aC. D'aquesta època, és famós el seu carrer de columnes (de gairebé 2 km de llarg i 37 metres d'ample) que és conegut com a Cardo Maximus, amb temples i altres edificis a ambdós costats, avui en ruïnes.
Al segle vi, fou teatre de disputes entre romans d'Orient i perses. Al segle vii, fou presa pels àrabs sense lluita. Llavors es va dir Famiah.
Formà part dels dominis dels hamdànides d'Alep, i fou ocupada pels fatimites, pel príncep llatí Tancred, el 1106, quan se li va donar el nom de Femia. El 1149, Nur al-Din la va conquerir i hi va construir una fortalesa que es va dir Kalaat al-Mudiq. El 1157, fou destruïda per un terratrèmol.
Altres ciutats portaren també aquest nom:
- Apamea de Frígia.
- Apamea de l'Eufrates, abans Til Barsip i avui Birejik.
- Apamea de Bitínia, abans Myrlea de Bitínia i avui Mudania (port de Brusa).
- Apamea del Tigris, ciutat no identificada esmentada per Stephanus i Plini.
- Apamea de Pàrtia, ciutat propera a Rhagae.